# 萨莱特
萨莱特（法語：Salettes，法語發音：[salɛt]）是法国上卢瓦尔省的一个市镇，属于勒皮区。

## 地理
萨莱特（44°51'48"N, 3°57'55"E）面积20.28 平方千米，位于法国奥弗涅-罗讷-阿尔卑斯大区上盧瓦爾省，该省份为法国中南部省份，北起多姆山省和卢瓦尔省，西接康塔爾省，南至洛泽尔省，东临阿尔代什省。
与萨莱特接壤的市镇（或旧市镇、城区）包括：伊萨莱斯、阿莱拉克、阿尔朗德、古代、拉法尔、普雷萨耶、圣马丹德菲热尔、维耶尔普拉。

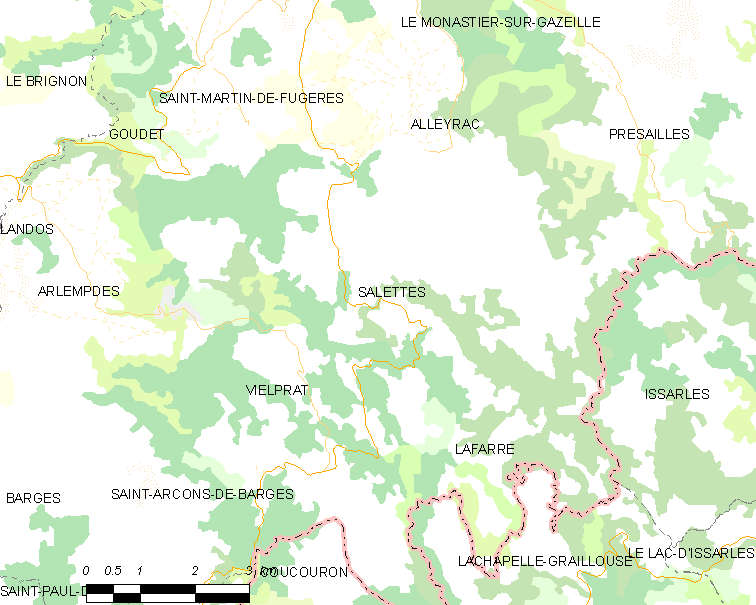
萨莱特的OSM定位图

萨莱特的时区为UTC+01:00、UTC+02:00（夏令时）。

## 行政
萨莱特的邮政编码为43150，INSEE市镇编码为43231。

## 政治
萨莱特所属的省级选区为梅藏县。

## 人口

1962-2008年间萨莱特人口变化图示

萨莱特于2022年1月1日时的人口数量为154人。